# 수정초등학교 (충남)
수정초등학교는 대한민국 충청남도 청양군에 있는 공립 초등학교이다.

## 학교 연혁
- 1947. 10. 01 대치국민학교 주정분교장 설립
- 1949. 03. 01 수정국민학교 승격
- 1982. 03. 10 병설유치원 개원
- 1995. 03. 01 칠갑분교장 격하로 통합 운영
- 1993. 12. 05 본동 교사 4교실 증축
- 1996. 03. 01 수정국민학교를 수정초등학교로 개칭
- 1998. 11. 11 도 지정 도덕과 연구 발표
- 2003. 03. 01 농·어촌 진흥지역학교(나 급지)지정
- 2004. 11. 15 급식실 개축(258.3m2)
- 2005. 03. 01 농어촌중심학교 지정
- 2010. 03. 01 칠갑분교장 통폐합
- 2011. 02. 15 유치원 및 특별교실 신축(5교실)
- 2013. 02. 16 제61회 3명 졸업(총 2,564명)
- 2013. 농어촌 활성화 ‘다꿈학교’ 운영
- 2013. 03. 01 초등 6학급, 유치원 1학급 편성
- 2014. 국토탐방 체험학습 운영
- 2014. 체험활동 교류프로그램 운영
- 2015. 02. 13 제63회 6명 졸업(총2,566명)
- 2015. 03. 01 초등 6학급 편성(남21명, 여11명, 계33명), 유치원 1학급 편성(남7명, 여3명, 계10명)

## 참고 자료
- 수정초등학교 - 한국교육학술정보원 학교알리미